# Hans Blumenberg
Hans Blumenberg (Lübeck, 13 de julho de 1920 - Altenberge, 28 de março de 1996) foi um filósofo e historiador intelectual alemão.

## Vida
Ele estudou filosofia, estudos alemães e clássicos (1939-1947, interrompido pela Segunda Guerra Mundial) e é considerado um dos mais importantes filósofos alemães do século. Ele morreu em 28 de março de 1996 em Altenberge (perto de Münster), Alemanha.
Blumenberg criou o que veio a ser chamado de "metaforologia", que afirma que o que está sob as metáforas e os modismos da linguagem é o mais próximo da verdade (e o mais distante das ideologias). Seus últimos trabalhos, especialmente "Care Crosses the River" (Die Sorge geht über den Fluss), são tentativas de apreender a realidade humana por meio de suas metáforas e expressões involuntárias. Explorando anedotas aparentemente sem sentido da história do pensamento e da literatura ocidentais, Blumenberg desenhou um mapa das expressões, exemplos e gestos que floresceram nas discussões sobre o que se pensava ser questões mais importantes. As interpretações de Blumenberg são extremamente imprevisíveis e pessoais, todas cheias de sinais, indicações e sugestões, às vezes irônicas. Acima de tudo, é um aviso contra a força da verdade revelada e para a beleza de um mundo em confusão.

## Trabalho
A obra de Blumenberg foi de natureza predominantemente histórica, caracterizada por seu grande aprendizado filosófico e teológico e pela precisão e pontualidade de seu estilo de escrita. O texto inicial "Paradigms for a Metaphorology" explica a ideia de 'metáforas absolutas', por meio de exemplos da história das ideias e filosofia. Segundo Blumenberg, metáforas desse tipo, como "a verdade nua", devem ser consideradas um aspecto fundamental do discurso filosófico que não pode ser substituído por conceitos e reapropriados na lógica do "real". A distinção e o significado dessas metáforas constituem a percepção da realidade como um todo, um pré-requisito necessário para a orientação, pensamento e ação humanos. A ideia fundadora deste primeiro texto foi aprofundada em trabalhos sobre as metáforas da luz nas teorias do conhecimento, do ser na navegação (Shipwreck with Spectator, 1979) e as metáforas dos livros e da leitura. The Legibility of the World, 1979)
Nas muitas investigações de Blumenberg sobre a história da filosofia, o limiar do final da Idade Média e do início do Renascimento fornece um ponto focal (Legitimidade da Idade Moderna e A Gênese do Mundo Copernicano). Inspirado por (entre outros) Ernst Cassirer a perspectiva funcional da história das ideias e da filosofia, e a visão concomitante de um rearranjo dentro das relações espirituais específicas de uma época, Blumenberg rejeita o substancialismo da continuidade histórica - fundamental para o chamado 'teorema da secularização'; a idade moderna, em sua opinião, representa uma época independente oposta à Antiguidade e à Idade Média por uma reabilitação da curiosidade humana em reação ao absolutismo teológico. "Hans Blumenberg almeja o argumento de Karl Löwith de que o progresso é a secularização das crenças hebraicas e cristãs e argumenta ao contrário que a era moderna, incluindo sua crença no progresso, surgiu de uma nova autoafirmação secular da cultura contra a tradição cristã". Wolfhart Pannenberg, um aluno de Löwith, continuou o debate contra Blumenberg.
Em seus trabalhos posteriores (Work on Myth, Out of the Cave) Blumenberg, guiado por Arnold Gehlen. A visão do homem como um ser frágil e finito com necessidade de certas ideias auxiliares para enfrentar o "Absolutismo da Realidade" e seu poder avassalador, sublinhou cada vez mais o fundo antropológico de suas ideias: tratou o mito e a metáfora como um equivalente funcional ao valor de distanciamento, orientação e alívio das instituições como entendido por Gehlen. Esse contexto é de importância decisiva para a ideia de metáforas absolutas de Blumenberg. Enquanto as metáforas eram originalmente um meio de ilustrar a realidade de um problema, dando forma ao entendimento, mais tarde tenderiam a uma existência separada, nas ciências como em outros lugares. Este fenômeno pode variar desde a tentativa de explicar totalmente a metáfora, perdendo de vista sua função ilustrativa, à experiência de mergulhar em metáforas que influenciam a aparente lógica das conclusões. A ideia de 'metáforas absolutas' acaba por ser de importância decisiva para as ideias de uma cultura, como a metáfora da luz como verdade no neoplatonismo, encontrada na hermenêutica de Martin Heidegger e Hans-Georg Gadamer. A história crítica dos conceitos pode, portanto, servir à despotenciação do poder metafórico. Blumenberg, no entanto, também alertou seus leitores para não confundir a desconstrução crítica do mito com a crença programática na superação de qualquer mitologia. Refletindo seus estudos de Husserl, o trabalho de Blumenberg conclui que, em última instância, nosso potencial iluminismo científico encontra seu próprio limite subjetivo e antropológico no fato de estarmos constantemente recorrendo às imagens de nossas contemplações.

## Trabalhos publicados
- Beiträge zum Problem der Ursprünglichkeit der mittelalterlich-scholastischen Ontologie. Dissertation. Kiel 1947, DNB 481727817 (no livro de 2020 publicado).
- Die ontologische Distanz. Eine Untersuchung über die Krisis der Phänomenologie Husserls. Habilitationsschrift. Kiel 1950, OCLC 792946061.
- Paradigmen zu einer Metaphorologie. In: Archiv für Begriffsgeschichte. Band 6 (1960), S. 5–142; Suhrkamp, Frankfurt am Main 1997, ISBN 3-518-28901-2.
- Kopernikus im Selbstverständnis der Neuzeit (= Abhandlungen der geistes- und sozialwissenschaftlichen Klasse der Akademie der Wissenschaften und der Literatur in Mainz. Jahrgang 1964, Nr. 5).
- Die kopernikanische Wende (= edition suhrkamp. Bd. 138). Suhrkamp, Frankfurt am Main 1965.
- Die Legitimität der Neuzeit. Suhrkamp, Frankfurt am Main 1966; Neuausgabe ebd. 1996, ISBN 3-518-28868-7.
- Der Prozess der theoretischen Neugierde. Suhrkamp, Frankfurt am Main 1973, ISBN 3-518-07624-8.
- Die Genesis der kopernikanischen Welt. Suhrkamp, Frankfurt am Main 1975; ebd. 1981, ISBN 3-518-07952-2.
- Arbeit am Mythos. Suhrkamp, Frankfurt am Main 1979, ISBN 3-518-57515-5.
- Die Lesbarkeit der Welt. Suhrkamp, Frankfurt am Main 1979, ISBN 3-518-06741-9.
- Schiffbruch mit Zuschauer (= Bibliothek Suhrkamp. Bd. 1263). Suhrkamp, Frankfurt am Main 1979; ebd. 1997, ISBN 3-518-22263-5.
- Wirklichkeiten, in denen wir leben. Aufsätze und eine Rede (= Reclams Universal-Bibliothek. Bd. 7715). Reclam, Stuttgart 1981, ISBN 3-15-007715-X.
- Lebenszeit und Weltzeit. Suhrkamp, Frankfurt am Main 1986, ISBN 3-518-29114-9.
- Das Lachen der Thrakerin. Eine Urgeschichte der Theorie. Suhrkamp, Frankfurt am Main 1987, ISBN 3-518-28252-2.
- Die Sorge geht über den Fluß (= Bibliothek Suhrkamp. Bd. 965). Suhrkamp, Frankfurt am Main 1987, ISBN 3-518-01965-1.
- Matthäuspassion (= Bibliothek Suhrkamp. Bd. 998). Suhrkamp, Frankfurt am Main 1988, ISBN 3-518-01998-8.
- Höhlenausgänge. Suhrkamp, Frankfurt am Main 1989, ISBN 3-518-28900-4.
- Ein mögliches Selbstverständnis. Aus dem Nachlaß (= Reclams Universal-Bibliothek. Bd. 9650). Reclam, Stuttgart 1997, ISBN 3-15-009650-2.
- Die Vollzähligkeit der Sterne. Suhrkamp, Frankfurt am Main 1997, ISBN 3-518-58251-8.
- Begriffe in Geschichten (= Bibliothek Suhrkamp. Bd. 1303). Suhrkamp, Frankfurt am Main 1998, ISBN 3-518-22303-8.
- Gerade noch Klassiker. Glossen zu Fontane. Hanser, Munique 1998, ISBN 3-446-19473-8.
- Lebensthemen. Aus dem Nachlaß (= Reclams Universal-Bibliothek. Bd. 9651). Reclam, Stuttgart 1998, ISBN 3-15-009651-0.
- Goethe zum Beispiel. Insel, Frankfurt am Main 1999, ISBN 3-458-16976-8.
- Die Verführbarkeit des Philosophen. Suhrkamp, Frankfurt am Main 2000, ISBN 3-518-29355-9.
- Ästhetische und metaphorologische Schriften. Auswahl und Nachwort von Anselm Haverkamp. Suhrkamp, Frankfurt am Main 2001, ISBN 3-518-29113-0.
- Löwen (= Bibliothek Suhrkamp. Bd. 1336). Suhrkamp, Frankfurt am Main 2001, ISBN 3-518-22336-4.
- Vor allem Fontane. Glossen zu einem Klassiker. Insel, Frankfurt am Main 2002, ISBN 3-458-34540-X.
- Zu den Sachen und zurück. Suhrkamp, Frankfurt am Main 2002, ISBN 3-518-58328-X.
- Beschreibung des Menschen. Suhrkamp, Frankfurt am Main 2006, ISBN 3-518-58467-7.
- Der Mann vom Mond. Über Ernst Jünger. Suhrkamp, Frankfurt am Main 2007, ISBN 978-3-518-58483-5.
- Theorie der Unbegrifflichkeit. Suhrkamp, Frankfurt am Main 2007, ISBN 978-3-518-58480-4.
- Geistesgeschichte der Technik. Mit einem Radiovortrag von 1967 auf CD. Suhrkamp, Frankfurt am Main 2009, ISBN 978-3-518-58533-7.
- Theorie der Lebenswelt. Suhrkamp, Frankfurt am Main 2010, ISBN 978-3-518-58540-5.
- Quellen, Ströme, Eisberge. Suhrkamp, Frankfurt am Main, 2012, ISBN 978-3-518-22469-4.
- Präfiguration. Arbeit am politischen Mythos. Hrsg. von Angus Nicholls. Suhrkamp, Berlin, 2014, ISBN 978-3-518-58604-4.
- Ahlrich Meyer (Hrsg.): Rigorismus der Wahrheit: „Moses der Ägypter“ und weitere Texte zu Freud und Arendt. Suhrkamp, Berlin 2015, ISBN 978-3-518-58616-7.
- Alexander Schmitz und Bernd Stiegler (Hrsg.): Schriften zur Literatur. 1945 bis 1958. Suhrkamp, Berlin 2017, ISBN 978-3-518-58697-6.
- Nicola Zambon (Hrsg.): Phänomenologische Schriften (1981 – 1988). Suhrkamp, Berlin 2018, ISBN 978-3-518-58721-8.
- Beiträge zum Problem der Ursprünglichkeit der mittelalterlich-scholastischen Ontologie. Suhrkamp, Berlin 2020, ISBN 978-3-518-58745-4 (Dissertation 1947).

### Trabalhos traduzidos para o inglês
- History, Metaphors, Fables: A Hans Blumenberg Reader. Ed. e trad. Hannes Bajohr, Florian Fuchs, e Joe Paul Kroll. Ithaca, Cornell University Press, 2020. ISBN 9781501747984.
- Lions. Trad. Kári Driscoll. London, Seagull Books, 2018. ISBN 978-0857424303
- Rigorism of Truth: "Moses the Egyptian" and Other Writings on Freud and Arendt. Trad. Joe Paul Kroll. Ithaca, Cornell University Press, 2018. ISBN 978-1501716720
- The Laughter of the Thracian Woman: A Protohistory of Theory. Trad. Spencer Hawkins. Nova York, Bloomsbury Academic, 2015. ISBN 978-1-6235-6230-4
- Care Crosses the River. Trad. Paul Fleming. Stanford, Stanford University Press, 2010. ISBN 978-0-8047-3580-3
- Paradigms for a Metaphorology. Trad. Robert Savage. Ithaca, Cornell University Press, 2010. ISBN 978-0-8014-4925-3
- "Does It Matter When? On Time Indifference", Philosophy and Literature 22 (1): 212-218 (1998). Trad. David Adams.
- Shipwreck with Spectator: Paradigm of a Metaphor for Existence. Trad. Steven Rendall. Cambridge, MIT Press, 1996. ISBN 978-0-262-02411-2
- "Light as a Metaphor for Truth: At the Preliminary Stage of Philosophical Concept Formation", in Modernity and the Hegemony of Vision, ed. David Michael Levin, University of California, Berkeley, 1993, pp. 30–86. Trad. Joel Anderson.
- "Being – A MaGuffin: How to Preserve the Desire to Think", Salmagundi No. 90/91 (1991), pp. 191–193. Trad. David Adams.
- "An Anthropological Approach to the Contemporary Significance of Rhetoric", in After Philosophy: End or Transformation?, eds. Kenneth Baynes, James Bohman, and Thomas McCarthy, MIT Press, Cambridge, 1987, pp. 423–458. Trad. Robert M. Wallace.
- The Genesis of the Copernican World. Trad. Robert M. Wallace. Cambridge, MIT Press, 1987. ISBN 978-0-262-52144-4
- The Legitimacy of the Modern Age. Trad. Robert M. Wallace. Cambridge, MIT Press, 1985. ISBN 978-0-262-52105-5
- Work on Myth. Trad. Robert M. Wallace. Cambridge, MIT Press, 1985. ISBN 978-0-262-52133-8
- "To Bring Myth to an End", New German Critique 32 (1984), 109-140. Trad. Robert M. Wallace. [Chapter from Work on Myth.]
- "Self-Preservation and Inertia: On the Constitution of Modern Rationality", Contemporary German Philosophy 3 (1983), 209-256.
- "The Concept of Reality and the Possibility of the Novel", in New Perspectives in German Literary Criticism: A Collection of Essays, ed. Richard E. Amacher and Victor Lange, Princeton, Princeton University Press, 1979, pp. 29–48. Trad. David Henry Wilson.
- "On a Lineage of the Idea of Progress", Social Research 41 No. 1 (1974): 5-27. Trad. E.B. Ashton.
- "The Life-World and the Concept of Reality", in Life-World and Consciousness: Essays for Aron Gurwitsch, ed. Lester E. Embree, Evanston, Northwestern University